# Бурдонне
Бурдонне́ (фр. Bourdonnay) — коммуна на северо-востоке Франции, регион Гранд-Эст (бывший Эльзас — Шампань — Арденны — Лотарингия), департамент Мозель. Относится к кантону Вик-сюр-Сей.

## Географическое положение
Бурдонне расположен в 60 км к юго-востоку от Меца. Соседние коммуны: Мезьер-ле-Вик на востоке, Ксюр на юго-западе, Оммере на западе, Доннле на северо-западе.
Коммуна расположена на юге департамента Мозель в естественно-историческом регионе Сольнуа и входит в Региональный природный парк Лотарингии.

## История
- Коммуна входила в бывший сеньорат графа де Решикур, который был какое-то время зависим от епископата Меца.
- Коммуна была уничтожена во время Тридцатилетней войны 1618—1648 годов, восстановлена в начале XVIII века.
- Ретрансляционная башня де Шап в окрестностях работала в 1798—1852 годах, входила в релейную сеть между Лезе и Лангембер на линии Париж-Страсбург.
- В 1790 году был образован кантон Бурдонне, который в 1801 году был объединён с кантоном Вик-сюр-Сей. В бывший кантон Бурдонне входили также коммуны Безанж-ла-Петит, Куанкур, Доннле, Лагард, Ле, Мезьер-ле-Вик, Монкур, Оммере и Ксюр.
- В 1871 году Бурдонне по франкфуртскому договору отошёл к Германской империи и получил германизированное название Bortenach. В 1918 году после поражения Германии в Первой мировой войне вновь вошёл в состав Франции в департамент Мозель.

## Демография
По переписи 2008 года в коммуне проживало 258 человек.	

## Достопримечательности
- Развалины замка де Маримон XV века, памятник истории. На территории замка находится часовня в неоклассическом стиле с усыпальницей семьи Янковиц, где покоится французский скульптор Мари-Анна Колло (1748—1821), которая сделала скульптуру головы Петра I для знаменитой статуи «Медный всадник» в Санкт-Петербурге.